# フォード大統領暗殺未遂事件 (サクラメント)

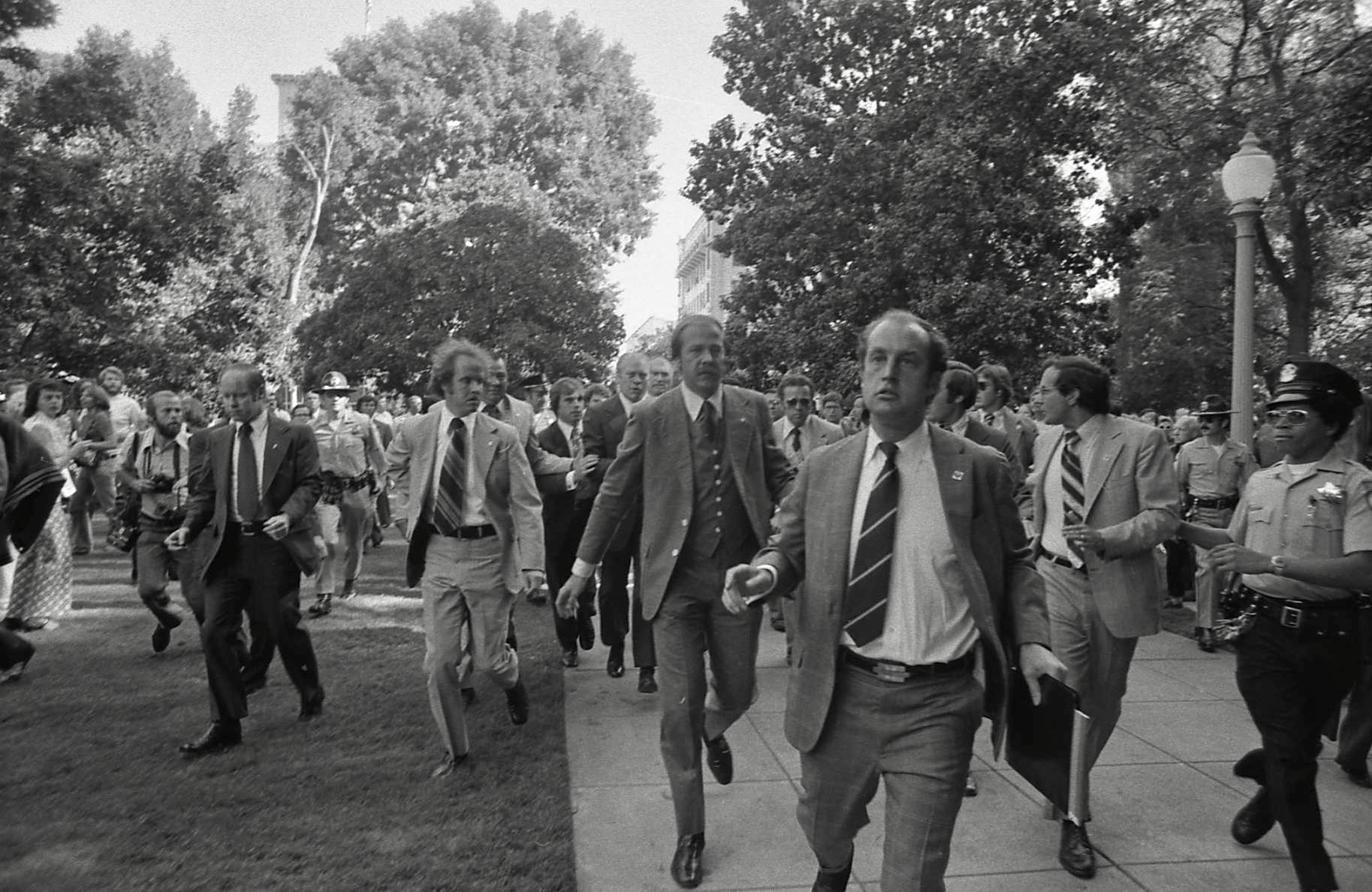
事件直後の写真

フォード大統領暗殺未遂事件（フォードだいとうりょうあんさつみすいじけん英：Attempted assassination of President Ford）は　1975年9月5日にアメリカ合衆国大統領ジェラルド・R・フォードがカリフォルニア州サクラメントでカルト信者のリネット・フロムに拳銃を向けられ失敗で終わった暗殺未遂事件。

## 事件前日
1975年9月4日、ジェラルド・R・フォード大統領は公共政策の推進目的のために国務長官のヘンリー・キッシンジャーと会談し、カリフォルニア州サクラメント を訪問することに決めた。

## 暗殺未遂当日

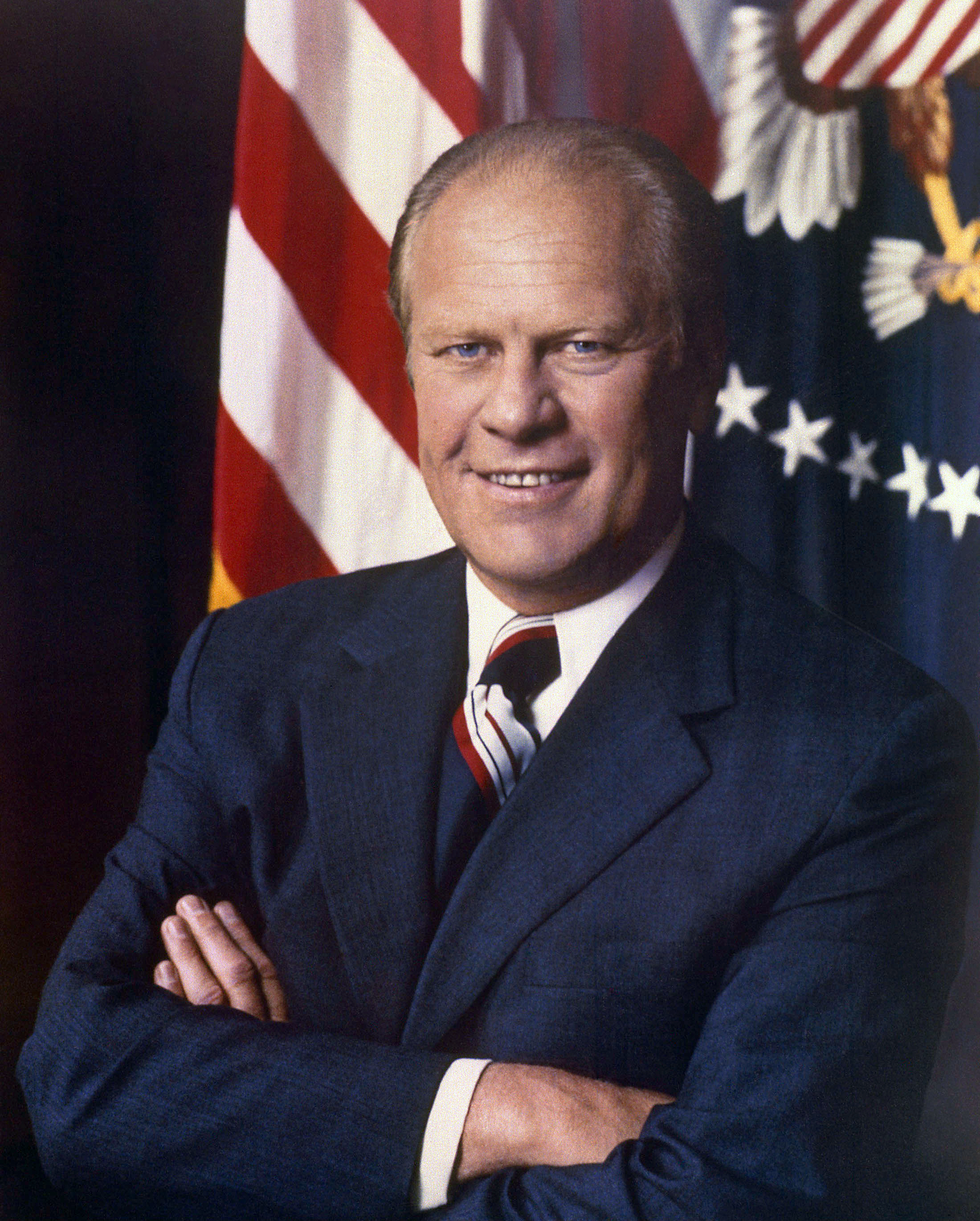
ジェラルド・R・フォード大統領

1975年9月5日、ジェラルド・R・フォード大統領はカリフォルニア州サクラメント に到着した。カリフォルニア州会議事堂にシークレットサービスとともに移動中に、カルト信者のリネット・フロムに拳銃を突きつけられた。フロムは発射しようとしたがなんと弾丸は発射されずにフロムは逮捕された。シークレットサービスは直ちにフォードを安全なカリフォルニア州会議事堂に向かわせた。

## その後

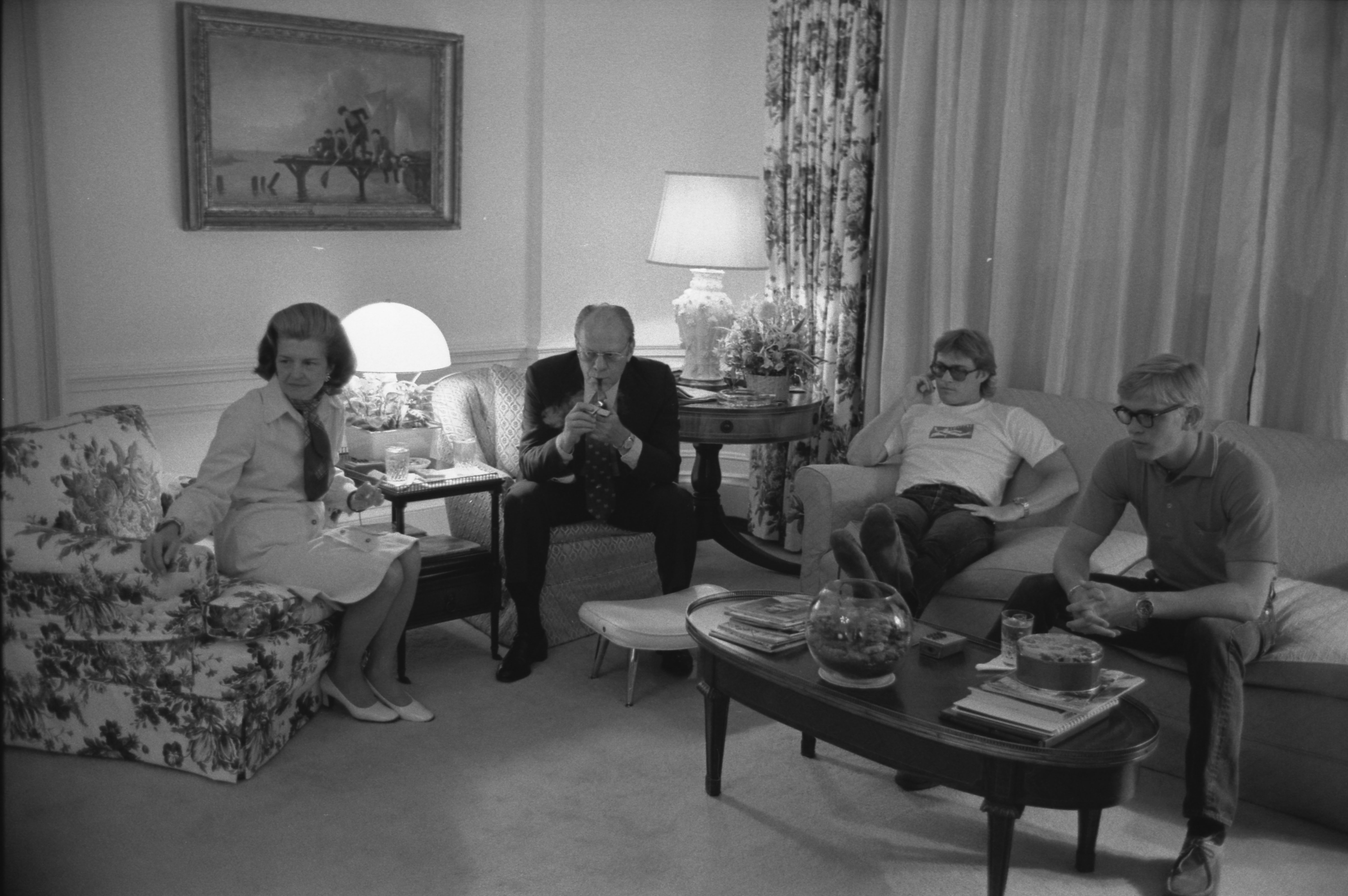
暗殺未遂の報道を見るフォード一家

この暗殺未遂事件でシークレットサービスは記者やカメラマンの接近を全面的に禁止した。裁判でフロムは終身刑を言い渡された。またフォードは17日後に暗殺未遂事件に遭うことになった。